# Hampton East
Hampton East är en del av en befolkad plats i Australien. Den ligger i kommunen Bayside och delstaten Victoria, omkring 15 kilometer sydost om delstatshuvudstaden Melbourne.
Runt Hampton East är det mycket tätbefolkat, med 2 103 invånare per kvadratkilometer.. Närmaste större samhälle är Melbourne, omkring 15 kilometer nordväst om Hampton East. 
Runt Hampton East är det i huvudsak tätbebyggt. Genomsnittlig årsnederbörd är 1 244 millimeter. Den regnigaste månaden är juli, med i genomsnitt 140 mm nederbörd, och den torraste är januari, med 49 mm nederbörd.